# Sort Sol (band)
Sort Sol is een Deense rockgroep, die in het najaar van 1977 werd opgericht als een punkgroep onder de naam Sods. De groep heeft tien Deense Grammy Awards gewonnen; daarnaast werden de albums Flow My Firetear en Glamourpuss in respectievelijk 1991 en 1994 onderscheiden met de prijs van ‘Deens album van het jaar’.
Als de punkband Sods nam de groep in 1979 deel aan de punkcompilatieplaat Pære Punk, en in 1980 was ze vertegenwoordigd op de cultuurmanifestatie NÅ!!80 in het Huset i Magstræde (heden ten dage Huset-KBH geheten) te Kopenhagen. Anno 1983 wijzigde de groep haar naam van Sods naar Sort Sol.

## Bandleden
Huidig
- Steen Jørgensen (1977–heden)
- Tomas Ortved (1977–heden)
- Lars Top-Galia (1985–2004, 2010–heden)

Gewezen
- Knud Odde (1977–2001)
- Peter "Peter" Schneidermann (1977–1995)
- Morten Versner (1980–1982)

## Discografie

### Studioalbums
als Sods
- Minutes to Go (1979)
- Under en sort sol (1980)

als Sort Sol
- Dagger & Guitar (1983)
- Everything That Rises Must Converge (1987)
- Flow My Firetear (1991)
- Glamourpuss (1993)
- Unspoiled Monsters (1996)
- Snakecharmer (2001)
- Baby - Det Originale Soundtrack (2003)

### Compilatiealbums
- Fog Things (1992)
- Circle Hits the Flame – Best Off... (2002)
- De første år (The First Years) (2005)

### Box-sets
- Black Box (1997)
- The Blackest Box (2011)